# Dominicas de la Congregación de Nuestra Señora del Sagrado Corazón
La Congregación de Nuestra Señora del Sagrado Corazón (oficialmente en inglés: Dominican Sisters of the Congregation of Our Lady of the Sacred Heart)) es un instituto religioso católico femenino, de vida apostólica y de derecho pontificio, fundado por un grupo de religiosas, en Jacksonville, en 1894. A las religiosas de este instituto se les conoce como Dominicas de la Congregación de Nuestra Señora del Sagrado Corazón o simplemente como dominicas de Grand Rapids. Las mujeres de este instituto posponen a sus nombres las siglas O.P.

## Historia
Seis religiosas dominicas del convento de Santa Catalina de Springfield fueron enviadas como misioneras para instalar una nueva comunidad en Jacksonville, en 1873, por petición de Peter Joseph Baltes, obispo de Alton. El 2 de marzo de 1894 esta comunidad se independizó de la casa madre, dando origen a un nuevo instituto, con el nombre de Congregación de Nuestra Señora del Sagrado Corazón.
En 1894 el instituto recibió la aprobación del obispo de Alton como congregación religiosa de derecho diocesano y fue agregado a la Orden de los Predicadores. El papa Pío XI lo elevó a congregación religiosa de derecho pontificio, mediante decretum laudis del 30 de abril de 1929.

## Organización
La Congregación de Nuestra Señora del Sagrado Corazón es un instituto religioso de derecho pontificio, internacional y centralizado, cuyo gobierno es ejercido por una priora general. La sede central se encuentra en Grand Rapids (Estados Unidos).
Las dominicas de Grand Rapids se dedican a la educación e instrucción cristiana de la juventud y la atención a los enfermos. Estas religiosas forman parte de la familia dominica. En 2017, el instituto contaba con 210 religiosas y 67 comunidades, presentes en Canadá, Estados Unidos Honduras y Perú.